# Дагомейский разрыв
Дагоме́йский разры́в — область в Западной Африке, которая является частью Гвинейской лесосаванны, находится на территории Бенина, Того и Ганы и делит зону лесов, которая охватывает большую часть южного региона, на две отдельные части. Область к западу от разрыва называется Верхнегвинейские леса или Гвинейская лесная зона, а часть к востоку от разрыва называется Нижнегвинейские леса, Низинные Гвинейско-Конголезские леса или Конголезская лесная зона.
Крупнейший город на территории разрыва — Аккра. Несколько других городов, таких как Кумаси, находятся на окраинах разрыва.

## Причины сухого климата
Сухой климат Дагомейского разрыва является аномальным, поскольку он со всех сторон окружён поясом влажных муссонных лесов, а горы, которые могли бы препятствовать движению влажных воздушных масс, отсутствуют. При этом Аккра, которая находится в самом сердце разрыва, получает только 720 мм осадков в год, что составляет менее половины нормы для тропических лесов на данной широте.
Сухой климат разрыва объясняется четырьмя причинами:
- Во время зимы в северном полушарии высокое давление в центре Сахары формирует сухие северо-восточные воздушные массы, которые направляясь в Западную Африку создают сухой сезон в целом в регионе.
- Во время лета в северном полушарии, огромная область низкого давления (муссон) формируется над территорией суши в Евразии и Африке с центром примерно над Раджастханом. Гималаи служат естественным барьером для влажных воздушных масс, не пуская их на запад и заставляя их концентрироваться над Западной Африкой, в результате чего там наступает сезон дождей, пики которого меняются от июня до августа по мере удаления от побережья вглубь страны.
- Береговая линия в области повышенной влажности (Гвинея, Сьерра-Леоне, Либерия) имеет склоны с юго-востока на северо-запад, что заставляет влажные западные ветра терять влагу.
- При этом на территории Дагомейского разрыва склоны ориентированы с северо-востока на юго-запад, а ветры дуют параллельно побережью, что не даёт им возможность потерять много влаги, поэтому сезон дождей очень короткий и длится только с мая по июнь.

## Геологическая история
Дагомейский разрыв существует в нынешнем виде около четырёх тысяч лет. Большую часть Четвертичного периода, сухие условия создавались за счёт низкой температуры в Атлантическом океане (её обеспечивали холодные течения от ледниковых щитов в Европе и Северной Америке). Считается, что на территории современной Зоны Лесов лесной покров практически отсутствовал. В межледниковые периоды, однако, количество осадков в Западной Африке часто увеличивалось так сильно, что разрыв частично покрывался лесом, вытесняя саванны.